# Olha Dibrova
Olha Oleksandrivna Dibrova (ukrainska: Ольга Олександрівна Діброва), född 10 mars 1977 i Kryvyj Rih och även känd som Olga Dibrova, är Ukrainas ambassadör i Finland.

## Biografi
Dibrova fick sin universitetsutbildning vid Kievs universitet. 1999 avlade hon examen vid School of Oriental Studies. Året därpå tog hon examen från deras institution för journalistik, när hon redan var attaché vid Ukrainas utrikesministerium. Dibrova har kunskaper i flera språk, och hon talar flytande turkiska och engelska.
Hon blev Ukrainas extraordinarie och befullmäktigade ambassadör i Finland den 19 oktober 2020. I november 2021 utsågs hon också till sitt lands deltidsambassadör på Island. Den 24 februari 2022 invaderade Ryssland fullskaligt Ukraina. Dibrova talade om det stöd som hennes land behövde efter invasionen, inklusive vapen, medicin, humanitärt bistånd och finansiellt stöd.
I mars 2022 bjöds hon in av före detta statsministern och nuvarande talmannen i Finlands riksdag, Matti Vanhanen, till en plenarsession i Finlands riksdag. Vid tillfället fick hon fick stående ovationer. Vanhanen berättade för henne om parlamentets stöd för Ukraina och fördömande av invasionen. Under månaden anslöt hon sig också till 4 000 människor som marscherade till riksdagen för att uttrycka sitt stöd för Ukraina.
Annandag påsk 2022 talade hon vid ett evenemang som protesterade mot invasionen av Ukraina, tillsammans med utrikesminister Pekka Haavisto och Helsingfors vice borgmästare Daniel Sazonov.

## Utmärkelser
- Storkorset av Finlands Lejons orden,  12 juni 2025[2]

[Redigera Wikidata]